# Cantonul Souillac
Cantonul Souillac este un canton din arondismentul Gourdon, departamentul Lot, regiunea Midi-Pyrénées, Franța.

## Comune
| Comune           | Populație (1999) | Cod poștal | Cod INSEE |
| ---------------- | ---------------- | ---------- | --------- |
| Gignac           | 562              | 46600      | 46118     |
| Lacave           | 293              | 46200      | 46144     |
| Lachapelle-Auzac | 804              | 46200      | 46145     |
| Lanzac           | 484              | 46200      | 46153     |
| Meyronne         | 269              | 46200      | 46192     |
| Pinsac           | 710              | 46200      | 46220     |
| Saint-Sozy       | 471              | 46200      | 46293     |
| Souillac         | 3.671            | 46200      | 46309     |
| Mayrac           | 207              | 46200      | 46337     |